# Palazzo della Truglia

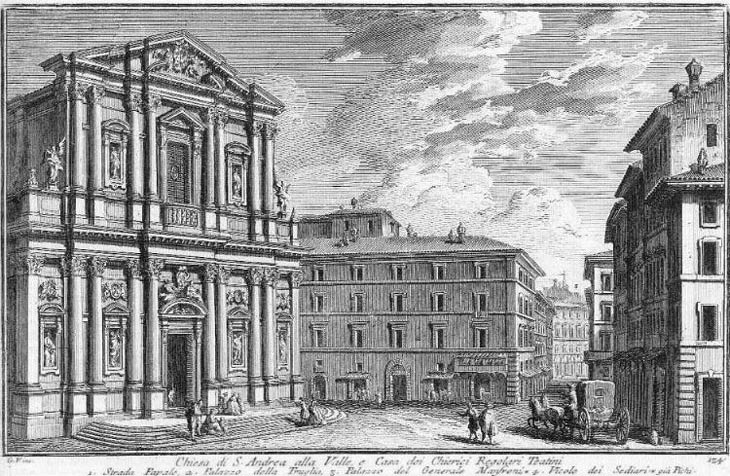
Nesta gravura de Giuseppe Vasi (1756), o palácio é que está imediatamente ao lado da igreja de Sant'Andrea della Valle. No local atualmente passa o Corso Vittorio Emanuele II.

Palazzo della Truglia ou Palazzo Trulli era um palácio que ficava localizado onde hoje está o Corso Vittorio Emanuele II, entre o Largo dei Chiavari e a Via del Paradiso, no rione Parione de Roma. Ele foi demolido na década de 1880 e substituído por um palácio alinhado com a fachada da igreja de Sant'Andrea della Valle e localizado a uma distância maior da igreja. A pequena igreja de Sant'Elisabetta dei Fornari, que ficava anexa ao palácio e pertencia à confraria dos padeiros alemães, foi demolida.